# Emilio Aguinaldo

Emilio Aguinaldo (ca. 1898)

Emilio Aguinaldo y Famy (* 22. März 1869 in Cavite El Viejo (heute Kawit); † 6. Februar 1964 in Quezon City) war ein philippinischer General, Politiker und Unabhängigkeitsführer innerhalb des Katipunan. Er spielte eine führende Rolle bei der Philippinischen Revolution gegen die spanische Kolonialherrschaft, ebenso wie im Philippinisch-Amerikanischen Krieg.
Aguinaldo war der Präsident der kurzlebigen ersten philippinischen Republik und er gilt als der jüngste Präsident des Landes, obwohl seine Regierung nie eine ausländische Anerkennung erhielt. Er ist zudem einer der Nationalhelden der Philippinen.
Er starb am 6. Februar 1964 im Memorial-Krankenhaus in Quezon City.

## Früher Lebensabschnitt
Als siebtes von acht Kindern des Ehepaars Crispulo Aguinaldo und Trinidad Famy wurde er am 22. März 1869 in Cavite El Viejo (heute Kawit) in eine Chinesisch-mestizische Familie geboren. Sein Vater war der gobernadorcillo (Dorfvorsteher) des Ortes; als Mitglieder der chinesisch-mestizischen Minderheit genoss die Familie einen relativen Reichtum und Einfluss.
Als kleiner Junge erhielt er von seiner Großtante eine Grundbildung, ehe er die Grundschule des Ortes besuchen durfte. Im Jahre 1880 kam er in die Sekundarstufe des Colegio de San Juan de Letran, die er in seinem dritten Jahr abbrach, um nach dem Tod des Vaters seine Mutter bei der Arbeit auf der Farm zu unterstützen.
Im Alter von 17 Jahren wurde Emilio zum cabeza de Baranggay (Oberhaupt des Vorortes) von Binakayan gewählt, dem Barrio von Cavite El Viejo. Er behielt diese Position für acht Jahre. Während dieser Zeit unternahm er verschiedene Schiffsreisen innerhalb des Archipels, die ihn unter anderem bis tief in den Süden der Philippinen zum Sulu-Archipel führten.
1893 wurde die Maura Law verabschiedet, ein Gesetz, das eine neue Basis für die Gemeindeverwaltung bildete. Das Gesetz hatte das Ziel, die Administration der Ortschaft umzugestalten, um den Ort autonomer und effektiver verwalten zu können. In diesem Zuge wurde 1895 die Bezeichnung des Dorfführers von gobernadorcillo in capitan municipal geändert. Am 1. Januar 1895 wurde Aguinaldo zum Vorstand des gesamten Ortes gewählt und war somit der Erste, der den Titel capitan municipal von Cavite El Viejo tragen durfte.

## Familie
Seine erste Frau, Hilaria Del Rosario (1877–1921), heiratete er 1896. Mit ihr hatte er fünf Kinder: Miguel, Carmen, Emilio Jr., Maria und Cristina.
Seine zweite Frau hieß Maria Agoncillo. Ein Nachfahre von Emilio Aguinaldo, Joseph Emilio Abaya, ist heute Kongressabgeordneter von Cavite.

## Philippinische Revolution

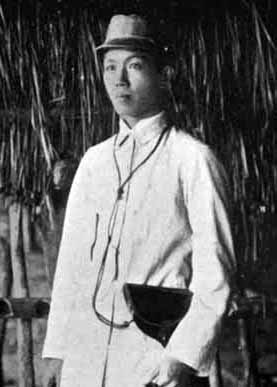
General Emilio Aguinaldo (ca. 1898)

Im Jahre 1895 trat Aguinaldo der Bruderschaft des Katipunan unter der Führung von Andrés Bonifacio bei, einer Geheimorganisation, deren Bestreben die Vertreibung der spanischen Besatzer und die Unabhängigkeit der Philippinen war. Er diente dort zuerst als Leutnant unter General Baldomero Aguinaldo und erreichte innerhalb von wenigen Monaten den Rang eines Generals. Mit dem Katipunan führte Aguinaldo das Land 1896 während der philippinischen Revolution gegen die spanische Fremdherrschaft. Er gewann nennenswerte Siege in Cavite und schaffte es, die Spanier zwischenzeitlich aus der Provinz zu vertreiben. Allerdings zwang der erneuerte Druck des spanischen Militärs die Rebellen zur Umstrukturierung ihrer Kräfte auf mehr zusammenhaltenden Methodiken. Denn es zeigte sich, dass die isolierte Aufteilung, die für den Katipunan so zweckmäßig war und der Organisation geholfen hatte, im Verborgenen aufzuleben, nun in einem offenen Krieg, der eine vereinigte Führerschaft erforderlich machte, von großem Nachteil war.
Am 22. März 1897 fand in Tejeros, Cavite (tief in Aguinaldos Heimatgebiet) eine Versammlung des Katipunan statt, die Tejeros Convention, unter dem Vorsitz von Andrés Bonifacio. Die Versammlung hatte den Zweck, unter den Mitgliedern der Katipunan-Bruderschaft eine Revolutionsregierung zu wählen. Weit von seiner Machtbasis entfernt verlor Bonifacio jedoch unerwartet die Führerschaft an Aguinaldo und wurde stattdessen in das Sekretariat des Inneren gewählt. Dem nicht genug, stellten einige Unterstützer Aguinaldos Bonifacios Qualifikation auch für diese Position in Frage und bezeichneten ihn als ungebildet und ungeeignet. Beleidigt zog Bonifacio eine Pistole und erklärte das Ergebnis der Versammlung für null und nichtig. Danach kehrte er zornig in seine Machtbasis nach Rizal zurück. Diese Aktion nahmen die Mitglieder der Katipunan zum Anlass, Bonifacios Handlung in Cavite durch ein Militärtribunal zu untersuchen und ihn zu belasten. In seiner Abwesenheit wurde er des Verrats für schuldig befunden und vom Tribunal zum Tode verurteilt. Aguinaldo ordnete daraufhin die Verhaftung Bonifacios und dessen Bruders an. In einer gewalttätigen Auseinandersetzung wurden beide von Aguinaldos Männern gefasst und in die Berge von Maragondon in Cavite gebracht, wo man sie am 10. Mai 1897 hinrichtete.

### Biak-na-Bato
Der Kampf gegen die Spanier ging daraufhin weiter. Es ist zu vermuten, dass der sich intensivierende spanische Druck Aguinaldos Truppen zwang, sich in die Berge zurückzuziehen. Emilio Aguinaldo verschanzte sich zusammen mit Pedro Paterno und weiteren Getreuen in den Höhlen von Biak-na-Bato, sie riefen am 1. November 1897 die erste provisorische Republik der Philippinen aus, die Republik von Biak-na-Bato. Angesichts der sich verschlechternden Lage auf der einen und dem Wunsch nach Ruhe und Stabilität auf der anderen Seite wurde am 14. Dezember 1897 im Hauptquartier der Filipinos in San Miguel der Pakt von Biak-na-Bato geschlossen. Mit diesem Abkommen verpflichtete sich Aguinaldo, die Feindseligkeiten gegenüber den Spaniern einzustellen, sich selbst ins Exil zu begeben und die Revolutionsführung abzutreten. Im Austausch dazu bekam er Amnestie angeboten und sollte einen Betrag von 800.000 Pesos ausbezahlt bekommen. Aguinaldo nahm das angebotene Geld und begab sich, zusammen mit 34 anderen Führungsgrößen der Revolution, ins Exil nach Hongkong, wo sie das Hongkong-Komitee gründeten.
Trotzdem führten Tausende von anderen Katipuneros unbeeindruckt die Revolte gegen die spanische Kolonialmacht fort und kämpften weiter für eine Souveränität ihrer Nation. Im Gegensatz zu Aguinaldo, der aus einem privilegierten Umfeld stammte, war der Großteil der Männer als Bauern und Arbeiter aufgewachsen und nicht bereit, ihre Ideale für einen „Schadensersatz“ aufzugeben und umzusiedeln.
Die Beamten des Obersten Rates sahen über diesen Pakt hinweg und erachteten Emilio Aguinaldo weiterhin als Präsidenten sowie Mariano Trias als den Vizepräsidenten an seiner Seite. Andere Offizielle zählten zu dem Kabinett Antonio Montenegro als Außenminister, Isabelo Artacho als Verantwortlichen für das Innere, Baldomero Aguinaldo als Schatzmeister und Emiliano Riego de Dios als Kriegsminister hinzu.
Als im Frühjahr 1898 der Krieg zwischen Spanien und den Vereinigten Staaten ausbrach, nutzte Aguinaldo die Chance und kehrte im Mai 1898 auf die Philippinen zurück. Nach seiner Rückkehr begann er umgehend damit, seine Revolutionsaktivitäten gegen die Spanier wieder aufzunehmen. Diesmal jedoch wurde er verbal durch die USA dazu ermutigt.

## Philippinisch-Amerikanischer Krieg

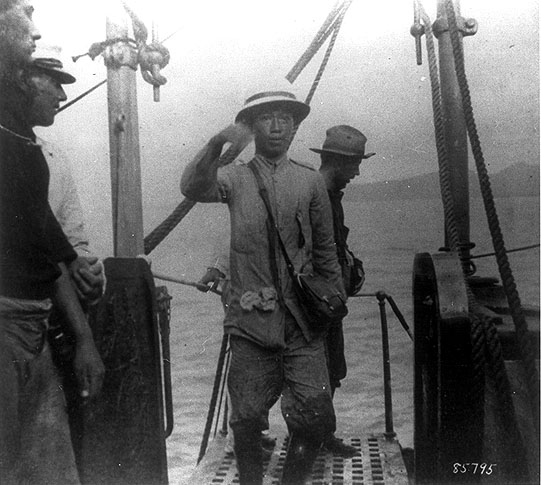
Aguinaldo geht an Bord der USS Vicksburg nach seiner Gefangennahme 1901.

In der Nacht zum 4. Februar 1899 erschoss ein amerikanischer Wachsoldat einen philippinischen Offizier, während dieser die Brücke von San Juan in Manila überquerte. Dieser Zwischenfall markierte den Beginn des Philippinisch-Amerikanischen Krieges. Es kam zu einem Aufflammen von Kämpfen zwischen den amerikanischen Truppen und den für ihre Unabhängigkeit kämpfenden Filipinos. Die überlegene Feuerkraft der Amerikaner drängte die philippinischen Kämpfer bereits nach kurzer Zeit aus dem Stadtgebiet heraus und die Malolos-Regierung, die Regierung der Ersten Republik, musste von einem Ort zum nächsten verlegt werden.
Aguinaldo führte den Widerstand gegen die neuen Feinde an, wobei er sich erst einmal mit den Amerikanern im Schlepptau in das nördliche Luzón zurückzog. In Antonio Luna, einem arroganten, aber brillanten General, sah Aguinaldo einen aufkommenden Kontrahenten in der militärischen Rangfolge und so beschloss er sehr wahrscheinlich, sich von dieser neuen Bedrohung seiner Macht zu befreien. In jedem Falle erhielt Luna am 2. Juni 1899 ein Telegramm von Aguinaldo. Darin wurde er aufgefordert, nach Nueva Ecija zu reisen und sich in der Klosterkirche von Cabanatuan mit ihm zu treffen. Als Luna drei Tage später, am 5. Juni, am Treffpunkt ankam, musste er feststellen, dass Aguinaldo nicht anwesend war. General Luna wollte gerade den Ort wieder verlassen, als er von Aguinaldos Männern niedergeschossen und erdolcht wurde. Luna wurde später auf dem Friedhof der Kirche beerdigt. Aguinaldo selbst machte in der Folge keinerlei Anzeichen, die Mörder Lunas zu bestrafen oder wenigstens zurechtzuweisen.
Weniger als zwei Jahre später, unmittelbar nach der berühmten Schlacht am Tirad Pass und dem Tod des letzten und vertrauenswürdigsten Generals Gregorio del Pilar, wurde Emilio Aguinaldo am 23. März 1901 in Palanan in der Provinz Isabela von dem US-General Frederick Funston gefangen genommen. Unterstützung erhielt Funston dabei von einigen Filipinos (nach ihrer Heimat als Macabebe Scouts bezeichnet), die Aguinaldo als eine größere Bedrohung ansahen als die Amerikaner. Die amerikanische Einsatzgruppe verschaffte sich Zugang zu Aguinaldos Lager, indem sie sich als ergriffene Gefangene ausgaben.
Funston beschrieb später Aguinaldos „würdevolle Haltung“, seine „herausragenden Eigenschaften“ und „menschlichen Instinkte“. Natürlich schrieb Funston dies nieder, nachdem Aguinaldo sich bereit erklärt hatte, den Vereinigten Staaten die Treue zu schwören, wenn man sein Leben dafür verschonte. So verpfändete er am 1. April 1901 seine Loyalität an die Amerikaner, womit er formell die Erste Republik beendete und die Souveränität der Vereinigten Staaten über die Philippinen anerkannte. Trotzdem führten viele andere, wie Miguel Malvar und Macario Sakay, den Widerstand gegenüber der amerikanischen Besatzung weiter.

## Präsidentschaft der Ersten Republik der Philippinen
Aguinaldo ernannte in seiner Amtszeit zwei Premierminister: Apolinario Mabini und Pedro Paterno.

### Aguinaldos Kabinett
Präsident Aguinaldo hatte im Jahre 1899 zwei Kabinette. Aufgrund der Kriegssituation wurden seine Entscheidungen angeordnet und nicht demokratisch debattiert.
| Aufgabe                                              | Name                 | Amtszeit                   |
|                                                      |                      |                            |
| Präsident                                            | Emilio Aguinaldo     | 1899–1901                  |
| Premierminister der Philippinen                      | Apolinario Mabini    | 21. Januar – 7. Mai 1899   |
|                                                      | Pedro Paterno        | 7. Mai – 13. November 1899 |
|                                                      |                      |                            |
| Finanzminister                                       | Mariano Trias        | 21. Januar – 7. Mai 1899   |
|                                                      | Hugo Ilagan          | 7. Mai – 13. November 1899 |
| Innenminister                                        | Teodoro Sandico      | 21. Januar – 7. Mai 1899   |
|                                                      | Severino de las Alas | 7. Mai – 13. November 1899 |
| Kriegsminister                                       | Baldomero Aguinaldo  | 21. Januar – 7. Mai 1899   |
|                                                      | Mariano Trias        | 7. Mai – 13. November 1899 |
| Sozialminister                                       | Gracio Gonzaga       | 21. Januar – 7. Mai 1899   |
| Außenminister                                        | Apolinario Mabini    | 21. Januar – 7. Mai 1899   |
|                                                      | Felipe Buencamino    | 7. Mai – 13. November 1899 |
| Minister für öffentliche Anordnungen                 | Aguedo Velarde       | 1899                       |
| Minister für Öffentlichkeitsarbeit und Kommunikation | Maximo Paterno       | 1899                       |
| Minister für Landwirtschaft, Industrie und Handel    | Leon Ma. Guerrero    | 7. Mai – 13. November 1899 |

## US-Besatzung

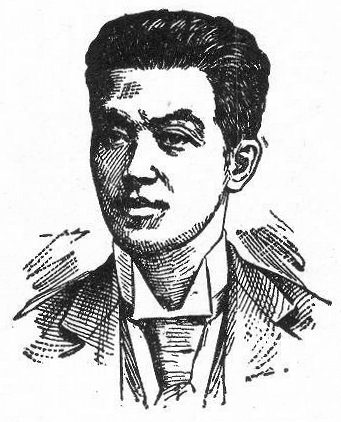

Während der amerikanischen Besatzung organisierte Aguinaldo die Asociación de los Veteranos de la Revolución („Vereinigung der Veteranen der Revolution“), die sich für die Sicherung der Pensionen seiner Mitglieder einsetzte, wie auch Vereinbarungen zum Landerwerb traf, wobei die Abschlagszahlungen von der Regierung übernommen wurden.
Als die amerikanische Regierung schließlich im Jahre 1919 das Hissen der philippinischen Flagge legalisierte, baute Aguinaldo sein Heim in Kawit in eine Gedenkstätte zu Ehren der Flagge, der Revolution und der Unabhängigkeitserklärung um. Sein Haus ist noch heute als Aguinaldo Shrine bekannt und in seinem Heimatort zu besichtigen.
Aguinaldo zog sich in der Folge für viele Jahre aus dem öffentlichen Leben zurück. Im Jahre 1935, als das Commonwealth der Philippinen als Vorbereitung für die philippinische Unabhängigkeit eingerichtet wurde, stellte er sich erneut zur Wahl für das Präsidentenamt, verlor jedoch haushoch gegen den spanischen Mestizen Manuel Quezon. Die beiden Männer söhnten sich 1941 formell aus, als Präsident Quezon den Nationalfeiertag auf den 12. Juni verlegte, um an diesem Tag die philippinische Unabhängigkeit auszurufen, die allerdings erst im Jahre 1946 in Kraft treten konnte.
Nach der Wahlschlappe zog sich Aguinaldo erneut ins Privatleben zurück und verblieb außerhalb der Öffentlichkeit bis zur japanischen Invasion der Philippinen zu Beginn des Zweiten Weltkrieges. Während der Zeit der japanischen Besatzung kooperierte er mit den Japanern, hielt Reden, veröffentlichte Artikel und hielt berüchtigte Radiovorträge als Unterstützung für die japanische Besatzungsmacht — Zum Beispiel einen Radioappell an General Douglas MacArthur auf Corregidor mit der Aufforderung zu dessen Aufgabe, um das unschuldige Leben der philippinischen Jugend zu schonen.
Nachdem die Amerikaner die Philippinen zurückerobert hatten, wurde Aguinaldo zusammen mit verschiedenen anderen Kollaborateuren inhaftiert. Er saß für einige Monate im Gefängnis von Bilibid ein, bis er durch einen Straferlass des Präsidenten freigelassen wurde. Während seines Prozesses wurde vermutet, dass seine Zusammenarbeit mit der japanischen Besatzungsmacht unter Umständen unter Zwang stattfand, woraufhin er freigesprochen wurde.

## Nach der Unabhängigkeit
Am 4. Juli 1946 wurde die Unabhängigkeit der Philippinen offiziell bewilligt und von der Regierung der Vereinigten Staaten die volle Wiederherstellung und Anerkennung der philippinischen Souveränität akzeptiert. Im Jahre 1950 ernannte Präsident Elpidio Quirino Aguinaldo zu einem Mitglied des Staatsrates, und er absolvierte in dieser Funktion eine volle Amtszeit. Danach kehrte er in den Ruhestand zurück und widmete seine Zeit und Aufmerksamkeit den Interessen von Veteranen und der Sozialhilfe.
1962 lehnten die Vereinigten Staaten die philippinischen Forderungen nach Ausgleichszahlungen ab, die für Zerstörungen durch die amerikanischen Streitkräfte während des Zweiten Weltkrieges aufgerechnet wurden. In diesem Jahr änderte Präsident Diosdado Macapagal das Datum des Nationalfeiertags vom 4. Juli auf den 12. Juni. Ein Datum, das Aguinaldo immer als den wahren Unabhängigkeitstag ansah. Aktiviert durch diesen Beschluss, stieg er 93-jährig von seinem Krankenbett auf und wohnte, auf den Tag genau 64 Jahre nachdem er selbst diese ausgerufen hatte, den Unabhängigkeitsfeiern bei.
Emilio Aguinaldo starb am 6. Februar 1964 im Alter von 94 Jahren an einer Thrombose am Herzkranzgefäß im Veterans Memorial Hospital in Quezon City. Seine sterblichen Überreste sind auf seinem Anwesen in Kawit in der Provinz Cavite beigesetzt.

## Zusätzliche Information
Emilio Aguinaldos Antlitz ist auf der Vorderseite des philippinischen 5-Peso-Scheins abgebildet.

## Referenzen
- Aguinaldo, Emilio: Mga Gunita ng Himagsikan. 1964 (filipino).
- Zaide, Gregorio F.: Philippine History and Government. National Bookstore Printing Press, 1984 (englisch).
- S. Noma (Hrsg.): Aguinaldo, Emilio. In: Japan. An Illustrated Encyclopedia. Kodansha, 1993. ISBN 4-06-205938-X.